# Dirhem
Dirhem (dirham) – jednostka wagi pierwotnie ustalona w Arabii jako 2/3 drachmy attyckiej. Także srebrna moneta krajów arabskich bita od VII do XI wieku.

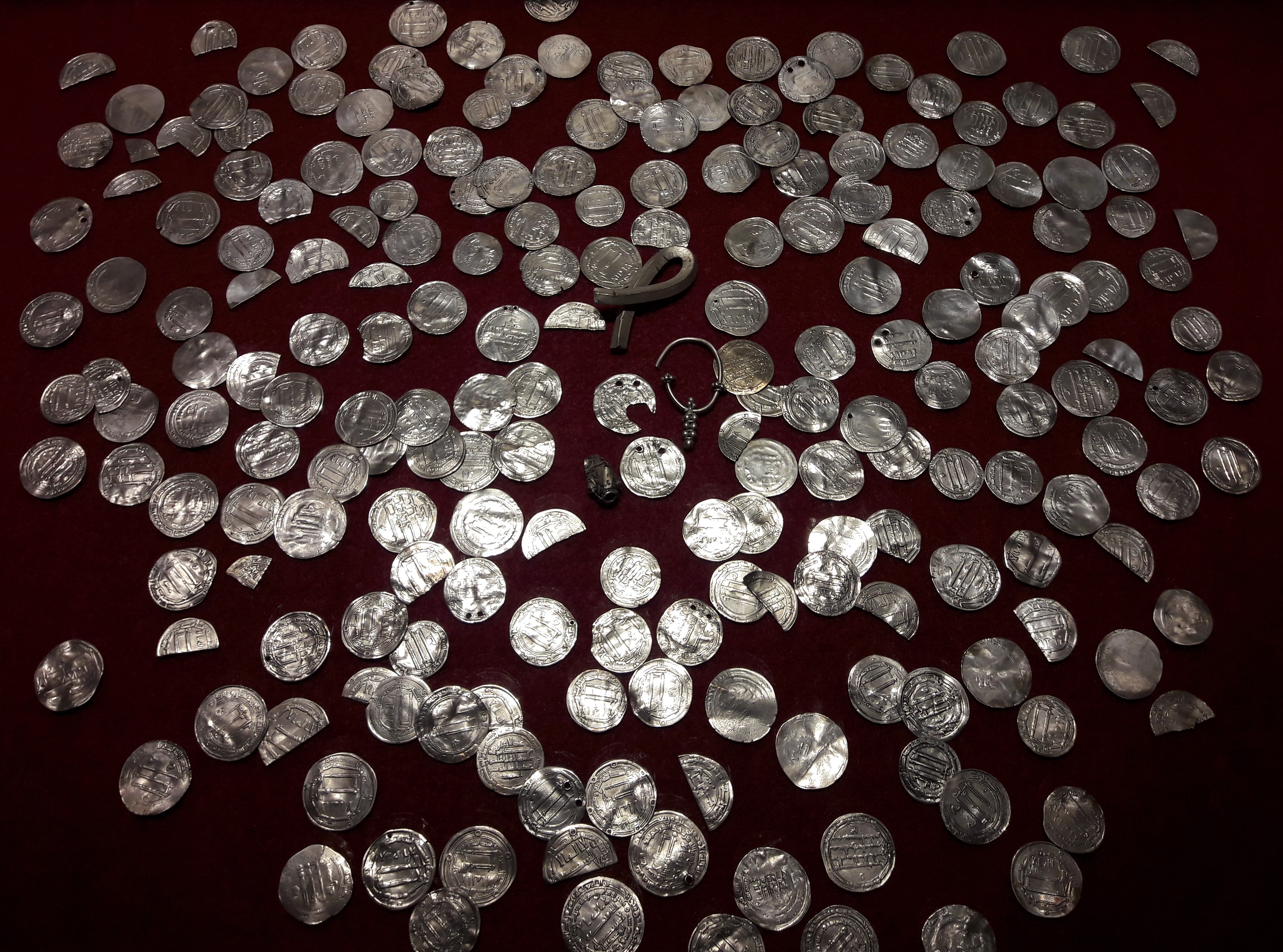
Srebrne dirhemy bite pomiędzy 711/712 a 882/883 rokiem n.e. znalezione w okolicach Lublina. Przechowywane w Muzeum Narodowym w Lublinie

Obecnie w użyciu są następujące waluty o nazwie nawiązującej do dirhema:
- dirham marokański
- dirham Zjednoczonych Emiratów Arabskich
- armeński dram

W użyciu są również jako zdawkowe jednostki monetarne:
- 1 dinar libijski dzieli się na 1000 dirhamów
- 1 rial katarski dzieli się na 100 dirhamów
- 1 dinar jordański dzieli się na 10 dirhamów
- 1 tadżyckie somoni dzieli się na 100 diramów